# ポアゾンブラック
ポアゾンブラック(Poison Black)は、日本の競走馬・種牡馬。主な勝ち鞍に2011年の園田ジュニアカップ、2012年の菊水賞、2015年のグランシャリオ門別スプリント、2017年の道営スプリント。2015年度のNARグランプリ最優秀短距離馬に選出された。
馬名は、馬主の村上憲政と親交のあった宝塚歌劇団の演出家・岡田敬二が演出した舞台『ル・ポアゾン』に、馬体の色にちなむ「ブラック」を合わせたもの。なお村上によれば「ブラック」を思いついたのは自分であるが、岡田は後日馬名全体を自分の創案と言うようになったという。

## 戦績
- 特記事項なき場合、本節の出典はJBISサーチ[4]、地方競馬全国協会[2]

2011年11月22日、園田競馬場でのJRA認定ファーストトライでデビューし、1着。2戦目も勝ち、3戦目の園田ジュニアカップも2着メイレディに1馬身差をつけて重賞を初めて制した。3歳を迎え、初戦を勝った後兵庫県競馬のクラシック三冠路線の第一冠である菊水賞に向かうが、慢性的なソエのために普段は調教をセーブしていたところ強い調教をかけたがために馬体重を大きく減らしたものの、レースでは2着ホープダイヤに5馬身差をつけて5連勝で一冠目を制した。レース後は跛行を起こしており、このことから二冠目の兵庫チャンピオンシップをパスして三冠目の兵庫ダービーに向かうこととなった。「オオエライジンの再来」と言われつつ迎えた兵庫ダービーは脚元をかばいつつ負担を少なくする乗り方を余儀なくされ、メイレディに4分の3馬身差届かぬ2着に終わった。兵庫ダービーの後は、放牧に出された。
放牧中、馬主の村上がかねてからJRAのコースを走らせてみたいという意向があったことや調教施設の充実ぶり、また兵庫ダービーを負けたことで賞金面で準オープンクラスで走れることを踏まえ、預託を打診してきた本田優厩舎に移籍する。移籍後3戦は6着以下の成績を重ねたが、直前の調教が良かった2013年2月の橿原ステークスを逃げ切ってJRA初勝利を挙げた。続くオーシャンステークスは本田が今後の路線見極めのために選択した芝のレースであったが、15番人気ながらサクラゴスペルの4着に入った。4月の春雷ステークスではアースソニックをハナ差下してオープン初勝利を挙げたが、次の福島民友カップは8着、準オープンクラスに下がっての2戦とも6着以下の成績に終わり、休養に入った。
2014年1月に戦列に復帰し、サンライズステークス3着のあと出走の山科ステークスを勝利し、再度オープンクラスに上がる。芝の短距離戦で2戦連続二桁着順に終わった後、9月阪神競馬場のエニフステークスを逃げ切って勝利し、次走のマイルチャンピオンシップ南部杯でもベストウォーリアの2着に逃げ粘った。6歳となった2015年に入ると4戦して二桁着順が3度と勝てずじまいに終わり、アンタレスステークス15着を最後にホッカイドウ競馬の田中淳司厩舎に移った。
北海道移籍初戦の北海道スプリントカップでシゲルカガの2着としたあと、続くグランシャリオ門別スプリントでアウヤンテプイ、グランヴァンを下して重賞3勝目を挙げた。8月のクラスターカップでもダノンレジェンドの2着とし、前年2着のマイルチャンピオンシップ南部杯5着、JBCスプリント7着を挟んで久しぶりの園田競馬場のレースとなった兵庫ゴールドトロフィーではレーザーバレットの3着に食い込んだ。2015年は短距離重賞1勝のほか短距離の交流重賞で2着2回、3着1回の成績とし、2015年のNARグランプリ最優秀短距離馬に選ばれた。2016年は出走せず2017年夏に復帰し、復帰戦のスマホアプリJA2MP特別を勝利し、引退レースと定めていた9月の道営スプリントでも逃げたタイセイバンデットを2馬身半差下して引退レースを勝利で飾った。2017年9月26日に登録抹消。

## 競走成績
以下の内容は、JBISサーチ、netkeiba.com、地方競馬全国協会に基づく。
| 年月日     | 競馬場 | 競走名                       | 格     | 距離（馬場）  | 頭数 | 枠番 | 馬番 | オッズ（人気） | 着順 | タイム （上り3F） | 着差 | 騎手     | 斤量 [kg] | 勝ち馬/（2着馬）                    | 馬体重 [kg] |
| ---------- | ------ | ---------------------------- | ------ | ------------- | ---- | ---- | ---- | -------------- | ---- | ----------------- | ---- | -------- | --------- | ----------------------------------- | ----------- |
| 2011.11.22 | 園田   | JRA認定ファーストトライ      | 新馬   | ダ1400m（稍） | 9    | 8    | 8    | 001.00（1人）  | 01着 | 01:30.7 (39.1)    | -1.3 | 松浦政宏 | 54        | （エイユーリスペクト）              | 515         |
| 0000.12.15 | 園田   | 一組2歳                      |        | ダ1700m（良） | 12   | 6    | 8    | 001.20（1人）  | 01着 | 01:53.2 (40.0)    | -0.6 | 松浦政宏 | 54        | （トライ）                          | 515         |
| 0000.12.31 | 園田   | 園田ジュニアC                | 重賞I  | ダ1700m（良） | 11   | 4    | 4    | 001.30（1人）  | 01着 | 01:52.0 (39.8)    | -0.2 | 松浦政宏 | 54        | （メイレディ）                      | 517         |
| 2012.03.14 | 園田   | AB3歳                        |        | ダ1400m（稍） | 10   | 3    | 3    | 001.30（1人）  | 01着 | 01:30.3 (39.0)    | -1.3 | 松浦政宏 | 55        | （グリマルディ）                    | 513         |
| 0000.04.05 | 園田   | 菊水賞                       | 重賞I  | ダ1700m（稍） | 9    | 3    | 3    | 001.20（1人）  | 01着 | 01:54.5 (37.9)    | -0.9 | 松浦政宏 | 55        | （ホープダイヤ）                    | 498         |
| 0000.06.07 | 園田   | 兵庫ダービー                 | 重賞I  | ダ1870m（稍） | 11   | 5    | 5    | 001.10（1人）  | 02着 | 02:03.5 (39.5)    | -0.1 | 松浦政宏 | 56        | メイレディ                          | 502         |
| 0000.12.09 | 阪神   | 御影S                        | 1600   | ダ1400m（良） | 15   | 5    | 9    | 079.4（10人）  | 07着 | 01:24.7 (38.9)    | -1.4 | 太宰啓介 | 56        | メイショウマシュウ                  | 526         |
| 0000.12.24 | 阪神   | ファイナルS                  | 1600   | ダ1400m（稍） | 15   | 1    | 2    | 011.40（7人）  | 14着 | 01:24.6 (38.4)    | -1.9 | 太宰啓介 | 56        | アルゴリズム                        | 520         |
| 2013.01.13 | 京都   | 山科S                        | 1600   | ダ1200m（良） | 16   | 8    | 16   | 011.50（6人）  | 11着 | 01:12.3 (37.3)    | -0.8 | 武幸四郎 | 56        | エーシンジェイワン                  | 526         |
| 0000.02.03 | 京都   | 橿原S                        | 1600   | ダ1200m（良） | 11   | 3    | 3    | 010.00（4人）  | 01着 | 01:11.4 (36.6)    | -0.1 | 武幸四郎 | 57        | （ダッシャーワン）                  | 518         |
| 0000.03.02 | 中山   | オーシャンS                  | GIII   | 芝1200m（良） | 16   | 5    | 10   | 118.1（15人）  | 04着 | 01:09.0 (35.8)    | -0.5 | 江田照男 | 56        | サクラゴスペル                      | 518         |
| 0000.04.07 | 中山   | 春雷S                        | OP     | 芝1200m（稍） | 16   | 2    | 3    | 011.10（4人）  | 01着 | 01:09.8 (35.2)    | -0.0 | 上村洋行 | 55        | （アースソニック）                  | 524         |
| 0000.04.28 | 福島   | 福島民友C                    | OP     | 芝1200m（稍） | 16   | 5    | 9    | 003.70（1人）  | 08着 | 01:08.7 (35.1)    | -0.5 | 上村洋行 | 56        | アウトクラトール                    | 530         |
| 0000.06.15 | 阪神   | 水無月S                      | 1600   | 芝1200m（稍） | 14   | 3    | 3    | 004.20（2人）  | 08着 | 01:10.9 (35.7)    | -0.7 | 太宰啓介 | 57        | サドンストーム                      | 524         |
| 0000.07.20 | 函館   | 函館日刊スポーツ杯           | 1600   | 芝1200m（良） | 15   | 2    | 2    | 007.60（3人）  | 11着 | 01:09.3 (36.0)    | -1.2 | 藤田伸二 | 57        | ストレイトガール                    | 512         |
| 2014.01.06 | 中山   | サンライズS                  | 1600   | 芝1200m（良） | 16   | 4    | 8    | 009.40（4人）  | 03着 | 01:08.9 (35.3)    | -0.4 | 横山典弘 | 57        | レオンビスティー                    | 524         |
| 0000.01.26 | 京都   | 山科S                        | 1600   | ダ1200m（良） | 11   | 7    | 8    | 005.60（3人）  | 01着 | 01:11.2 (36.8)    | -0.0 | 上村洋行 | 57        | （カフェシュプリーム）              | 528         |
| 0000.07.20 | 福島   | バーデンバーデンC            | OP     | 芝1200m（稍） | 16   | 7    | 14   | 018.30（8人）  | 14着 | 01:10.6 (37.1)    | -1.8 | 田辺裕信 | 56        | マヤノリュウジン                    | 530         |
| 0000.08.24 | 小倉   | 北九州記念                   | GIII   | 芝1200m（良） | 18   | 8    | 18   | 212.2（18人）  | 18着 | 01:08.9 (35.4)    | -1.4 | 熊沢重文 | 56        | リトルゲルダ                        | 520         |
| 0000.09.13 | 阪神   | エニフS                      | OP     | ダ1400m（良） | 13   | 5    | 7    | 025.20（7人）  | 01着 | 01:22.5 (36.5)    | -0.2 | 太宰啓介 | 56        | （ワイドバッハ）                    | 522         |
| 0000.10.13 | 盛岡   | マイルCS南部杯               | JpnI   | ダ1600m（良） | 15   | 5    | 9    | 007.20（2人）  | 02着 | 01:36.5 (36.2)    | -0.6 | 太宰啓介 | 57        | ベストウォーリア                    | 525         |
| 2015.02.01 | 東京   | 根岸S                        | GIII   | ダ1400m（重） | 16   | 3    | 5    | 026.90（9人）  | 12着 | 01:24.3 (35.5)    | -0.9 | 太宰啓介 | 56        | エアハリファ                        | 524         |
| 0000.03.08 | 阪神   | ポラリスS                    | OP     | ダ1400m（重） | 16   | 2    | 4    | 004.20（1人）  | 08着 | 01:22.3 (36.3)    | -0.8 | 太宰啓介 | 57        | ニシケンモノノフ                    | 528         |
| 0000.04.04 | 阪神   | コーラルS                    | OP     | ダ1400m（稍） | 16   | 6    | 11   | 026.00（8人）  | 15着 | 01:25.3 (39.0)    | -2.8 | 藤田伸二 | 58        | コーリンベリー                      | 524         |
| 0000.04.18 | 阪神   | アンタレスS                  | GIII   | ダ1800m（良） | 16   | 8    | 15   | 221.5（16人）  | 15着 | 01:52.6 (40.0)    | -3.0 | 藤田伸二 | 56        | クリノスターオー                    | 524         |
| 0000.06.11 | 門別   | 北海道スプリントC            | JpnIII | ダ1200m（良） | 14   | 4    | 6    | 032.50（5人）  | 02着 | 01:12.6 (37.4)    | -0.1 | 阪野学   | 56        | シゲルカガ                          | 528         |
| 0000.06.25 | 門別   | グランシャリオ門別スプリント | H3     | ダ1000m（良） | 8    | 3    | 3    | 001.40（1人）  | 01着 | 00:59.6 (35.7)    | -0.4 | 阪野学   | 56        | （アウヤンテプイ） （グランヴァン） | 528         |
| 0000.08.12 | 盛岡   | クラスターC                  | JpnIII | ダ1200m（良） | 14   | 3    | 4    | 005.60（3人）  | 02着 | 01:12.0 (36.4)    | -0.9 | 阪野学   | 54        | ダノンレジェンド                    | 528         |
| 0000.10.12 | 盛岡   | マイルCS南部杯               | JpnI   | ダ1600m（稍） | 15   | 4    | 6    | 035.10（6人）  | 05着 | 01:38.0 (40.1)    | -1.2 | 阪野学   | 57        | ベストウォーリア                    | 529         |
| 0000.11.03 | 大井   | JBCスプリント                | JpnI   | ダ1200m（不） | 16   | 8    | 15   | 119.90（8人）  | 07着 | 01:11.9 (37.0)    | -1.0 | 浜中俊   | 57        | コーリンベリー                      | 533         |
| 0000.12.24 | 園田   | 兵庫ゴールドT                | JpnIII | ダ1400m（不） | 11   | 7    | 9    | 009.00（4人）  | 03着 | 01:26.4 (38.1)    | -0.4 | 松浦政宏 | 56        | レーザーバレット                    | 527         |
| 2017.08.31 | 門別   | スマホアプリ JA2MP特別       |        | ダ1200m（稍） | 7    | 5    | 5    | 002.00（1人）  | 01着 | 01:12.8 (37.3)    | -0.1 | 阪野学   | 56        | （サトノプリンシパル）              | 522         |
| 0000.09.21 | 門別   | 道営スプリント               | H2     | ダ1200m（重） | 12   | 1    | 1    | 003.70（2人）  | 01着 | 01:12.1 (36.9)    | -0.5 | 阪野学   | 57        | （タイセイバンテット）              | 522         |

## 種牡馬成績
引退後はアロースタッドで種牡馬となった。初年度は19頭に種付けして12頭が誕生、血統登録された。2世代目は6頭の登録となっている。2021年6月9日門別競馬場のフレッシュチャレンジでミラコロカルミアが産駒初勝利、7月3日福島競馬場での新馬戦でイチネンエーグミが産駒のJRA初出走初勝利をそれぞれ記録した。2021年にデビューした初年度産駒の2歳馬は6頭いたがその全てが勝ち上がっている。
主な産駒
- スターオブケリー（2022年ハヤテスプリント）

## エピソード
- 出口牧場ではゴールドシップと同期で出口牧場全体でも2009年産の牡馬は3頭しかおらず、幼駒時代はともに放牧地を駆け回るなど「幼馴染」と表現される間柄だった[6][20]。
- JRA初勝利となった橿原ステークスでの口取り式には、兵庫ダービーで負かされたメイレディを管理する保利良次調教師の息子である保利良平調教師補佐も参加していたが、最初のうちは「園田の関係者らしい」程度でなかなか正体がわからなかったものの、馬主の村上の父親が雑談して兵庫ダービーの話題が出たところで、ようやく正体が保利であることがわかったという[9]。

## 血統表
| ポアゾンブラックの血統        | ポアゾンブラックの血統 | ポアゾンブラックの血統 | （血統表の出典） | （血統表の出典）    |
| 父系                          | ミスタープロスペクター系 | ミスタープロスペクター系 | ミスタープロスペクター系 | [ § 2 ]             |
| 父 *マイネルラヴ 1995 青鹿毛  | 父の父Seeking the Gold 1985 鹿毛 | Mr. Prospector | Raise a Native | Raise a Native      |
| 父 *マイネルラヴ 1995 青鹿毛  | 父の父Seeking the Gold 1985 鹿毛 | Mr. Prospector | Gold Digger |                     |
| 父 *マイネルラヴ 1995 青鹿毛  | 父の父Seeking the Gold 1985 鹿毛 | Con Game | Buckpasser | Buckpasser          |
| 父 *マイネルラヴ 1995 青鹿毛  | 父の父Seeking the Gold 1985 鹿毛 | Con Game | Broadway |                     |
| 父 *マイネルラヴ 1995 青鹿毛  | 父の母Heart of Joy 1987 黒鹿毛 | *リィフォー | Lyphard | Lyphard             |
| 父 *マイネルラヴ 1995 青鹿毛  | 父の母Heart of Joy 1987 黒鹿毛 | *リィフォー | Klaizia |                     |
| 父 *マイネルラヴ 1995 青鹿毛  | 父の母Heart of Joy 1987 黒鹿毛 | Mythographer | Secretariat | Secretariat         |
| 父 *マイネルラヴ 1995 青鹿毛  | 父の母Heart of Joy 1987 黒鹿毛 | Mythographer | Arachne |                     |
| 母 サンライトチーフ 2003 栗毛 | 母の父*チーフベアハート Chief Bearhart 1993 栗毛                                                                                            | Chief's Crown | Danzig | Danzig              |
| 母 サンライトチーフ 2003 栗毛 | 母の父*チーフベアハート Chief Bearhart 1993 栗毛                                                                                            | Chief's Crown | Six Crowns |                     |
| 母 サンライトチーフ 2003 栗毛 | 母の父*チーフベアハート Chief Bearhart 1993 栗毛                                                                                            | Amelia Bearhart | Bold Hour | Bold Hour           |
| 母 サンライトチーフ 2003 栗毛 | 母の父*チーフベアハート Chief Bearhart 1993 栗毛                                                                                            | Amelia Bearhart | Myrtlewood Lass |                     |
| 母 サンライトチーフ 2003 栗毛 | 母の母サンライトコール 1992 鹿毛 | *スルーザドラゴン | Seattle Slew | Seattle Slew        |
| 母 サンライトチーフ 2003 栗毛 | 母の母サンライトコール 1992 鹿毛 | *スルーザドラゴン | Gueniviere |                     |
| 母 サンライトチーフ 2003 栗毛 | 母の母サンライトコール 1992 鹿毛 | イズミサンエイ | *クラウンドプリンス | *クラウンドプリンス |
| 母 サンライトチーフ 2003 栗毛 | 母の母サンライトコール 1992 鹿毛 | イズミサンエイ | シユウエイホープ |                     |
| 母系(F-No.)                   | チャッターボックス(GB)系(FN:3-l) | チャッターボックス(GB)系(FN:3-l) | チャッターボックス(GB)系(FN:3-l) | [ § 3 ]             |
| 5代内の近親交配               | Raise a Native 4 × 5 = 6.25%、Gold Digger 4 × 5 = 6.25%、Secretariat 4 × 5 = 6.25%、Northern Dancer 5 × 5 = 6.25%、Bold Ruler 5 × 5 = 6.25% | Raise a Native 4 × 5 = 6.25%、Gold Digger 4 × 5 = 6.25%、Secretariat 4 × 5 = 6.25%、Northern Dancer 5 × 5 = 6.25%、Bold Ruler 5 × 5 = 6.25% | Raise a Native 4 × 5 = 6.25%、Gold Digger 4 × 5 = 6.25%、Secretariat 4 × 5 = 6.25%、Northern Dancer 5 × 5 = 6.25%、Bold Ruler 5 × 5 = 6.25% | [ § 4 ]             |
| 出典                          | 1. 2. 3. 4. | 1. 2. 3. 4. | 1. 2. 3. 4. | 1. 2. 3. 4.         |

- 近親にブリッジテイオー（建依別賞。祖母サンライトコールの半兄）、シバリッキー（阪神障害ステークス。曾祖母イズミサンエイの半兄）[27]